# Закон про врегулювання претензій Нгаї Таху (1998)
Закон про врегулювання претензій Нгаї Таху (1998) (англ. Ngāi Tahu Claims Settlement Act 1998) — акт парламенту, прийнятим у Новій Зеландії стосовно головного племені маорі на Південному острові Нгаї Таху. Частково це було також обговорено зі старійшиною Генаре Ракігією Тау.
Адміністративним органом є Управління з урегулювання договорів .
Додаток 96 «Зміна назв місць» містить перелік місць, які отримали офіційну зміну назви на подвійні англійські та маорійські назви, наприклад такі як Аоракі / Гора Кук (англ. Aoraki / Mount Cook).